# Stronkruigkogeltje
Het stronkruigkogeltje (Ruzenia spermoides) is een schimmel behorend tot de familie Lasiosphaeriaceae. Het leeft saprotroof op dood hout.

## Kenmerken
De ascosporen zijn cillindrisch bebogen (als een boemerang) en meten 23-28 × 4-4,5 µm.

## Verspreiding
Het stronkruigkogeltje komt voor in Europa, Noord-Amerika en Nieuw-Zeeland. In Nederland komt het zeldzaam voor.

## Foto's

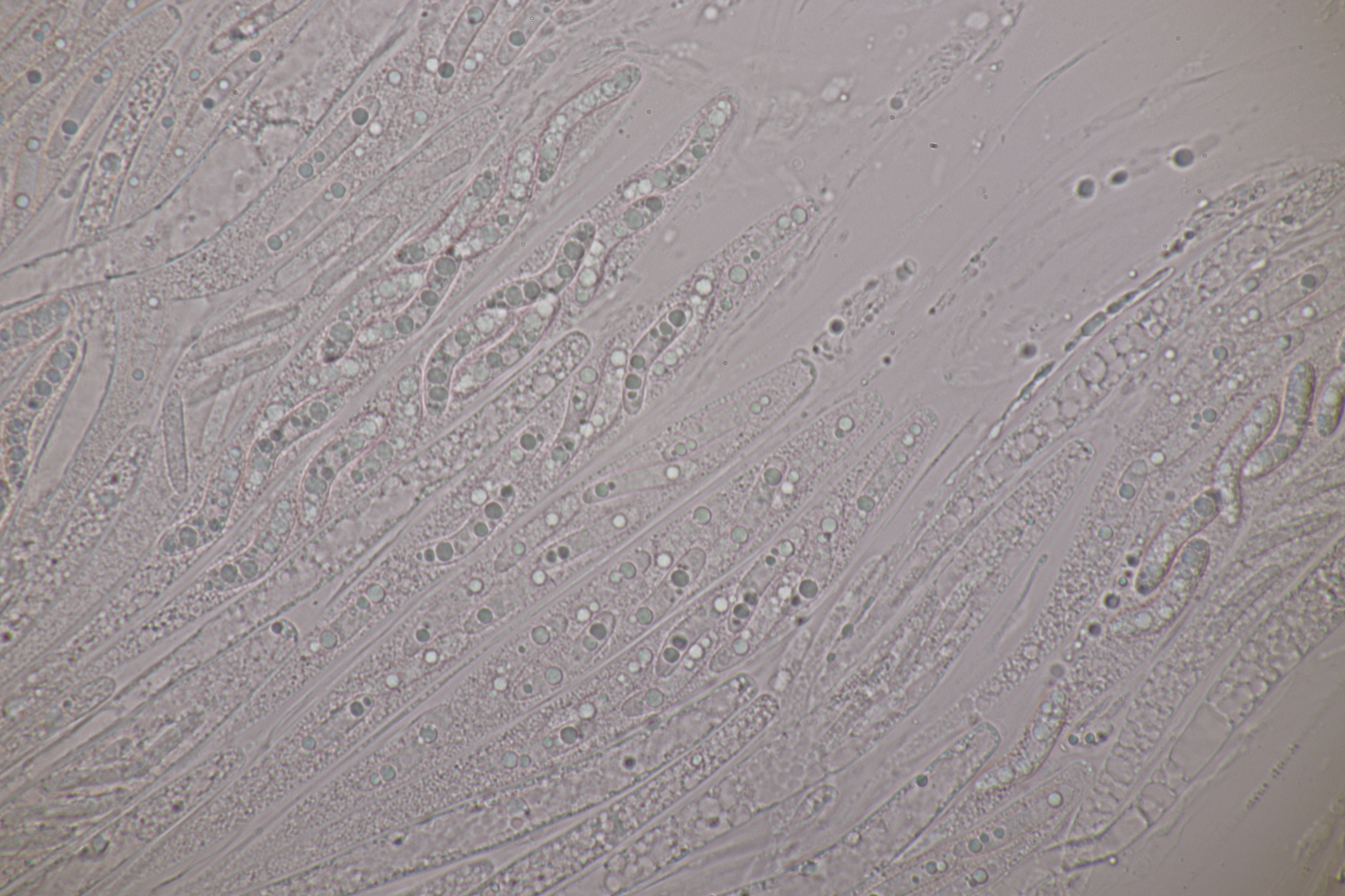
Asci met sporen